# 光文事件
光文事件（こうぶんじけん）は、1926年（大正15年）12月25日に大正天皇が崩御した際、「大正」の次の元号をめぐって起こった誤報事件である。

## 概要
大正天皇は、1926年（大正15年）12月25日午前1時25分に47歳で崩御したが、東京日日新聞（現在の毎日新聞）が崩御直後に発行した「聖上崩御」号外で「元號は『光文』 樞密院に御諮詢」、及び同日午前4時に発行した朝刊最終版（市内版）において「元號制定 『光文』と決定―樞府會議で」の見出しで、新しい元号として「光文」「大治」「弘文」等の諸案から「光文」が選定されたと報道した。しかし、実際に宮内省が同日午前11時頃に発表した新元号は「昭和」であったために誤報となり、社長の本山彦一が辞意を表明する事態になったが、編輯局主幹だった城戸元亮が辞任することで事態が収拾された。
なお、改元に関する正確な報道は時事新報が成功を収めており、東京日日新聞以外に報知新聞、都新聞も号外で「光文」を掲げ、讀賣新聞と萬朝報も朝刊で追随したが、時事は同朝10時の市内速報版で「昭和に決した」旨の号外を発行し、報知もこれに次いで同様の号外を発行した。また、大阪毎日新聞も東京日日新聞から「光文」と改元の通信を送られていたが、不確かな点があるとして直ちにこれを発表せず、他新聞と同じく「昭和」と報じたため、重大な失態を免れている。
当時の宮内省が情報が漏洩したことに腹を立て、内定した「光文」から「昭和」に急遽変更したという説がある。このことは猪瀬直樹著の『天皇の影法師』で触れられている。
1956年（昭和31年）9月17日、NHK総合テレビのクイズ番組『私の秘密』に出演した中島利一郎（元宮内省臨時帝室編修局編修官補）が、「大正天皇崩御の際、次代の年号は私のつくった『光文』と決まりましたが、事前に新聞で発表されたため、昭和に変更されました」と証言している。
当時、宮内省内に番記者として張り付いていた、東京日日新聞（現：毎日新聞）で長く皇室記者を務めた藤樫準二の回顧によれば、社会部長から「政治部から、「元号が『光文』に決まった」という話が来たのだが」という問い合わせに対し、藤樫は「何も報告を受けていない」と返事したものの、その間に「新元号・光文」と刷られた早刷りの朝刊が配られた、ということである。
新元号案作成の中心に当たっていたのは当時の宮内省であり、一木喜徳郎宮内大臣の命を受けた図書寮編修官の吉田増蔵が起案した。それとは全く別個に内閣でも元号案を作成し、若槻禮次郎内閣総理大臣の命を受けた内閣官房嘱託の国府種徳が起案した。「光文」は宮内省案には全く存在せず、内閣の元号案に提示されているのみだった。宮内省の第3案まで残っていたのは「昭和」「神化」「元化」の3案であり、当時の枢密院議長、倉富勇三郎の日記によれば、その後の調整で1926年（大正15年）12月8日時点で「昭和」を最終候補とし、「元化」「同和」を参考とする最終案が決定していた事が明らかになっている。「光文」は選ばれるはずがなかった内閣案の一つが選定作業中に漏れたにすぎず、記者がろくに検証しないまま飛びついたとされる。
元号案の一覧は下記の通り。
- 宮内省勘進第一案「昭和」「元化」「神化」「同和」「神和」「継明」「順明」「明保」「寛安」「元安」の10種
- 宮内省勘進第二案「昭和」「元化」「神化」「同和」「神和」の5種
- 宮内省勘進第三案「昭和」「元化」「神化」の3種
- 内閣勘進案「光文」「立成」「定業」「章明」「協中」の5種
- 最終撰定案「昭和」、参考添付「元化」「同和」の2案[12]

以上の宮内省勧進の第一から第三までの案の中で、全てに共通している元号案は『昭和』『元化』『神化』の3つである。このうち、まず最初に『神化』の不採用が決まり、第三案時に不採用となった『同和』が参考として復活。『元化』は『昭和』とともに最終撰定案での参考添付まで残っているが『光文』は内閣勧進案の中にしか見られない。

## 63年後の改元
昭和から平成へと元号が変わる際にも、マスコミの報道が過熱しており、委嘱されそうな学者の自宅前には多数の記者が張り込むなどしていた。特に、東京日日新聞の後身である毎日新聞は、新元号を他社に先んじて掲載することに躍起になっていた。これが奏して、1989年（昭和64年）1月7日の夕刊3版では全国紙で唯一「平成」の文字が掲載され、他社は夕刊4版（最終版）での掲載となり、35分ほど他社に先駆けて報道することができた。このことは毎日新聞社130周年記念で出版された社史『「毎日」の3世紀』において、「見事スクープ、63年ぶり雪辱果たす」として「光文」誤報事件の名誉挽回を果たせたとした。
朝日新聞等の他社は、同日14時36分の小渕恵三内閣官房長官（当時）の「平成改元」記者会見後に発行した号外及び夕刊（最終版）で掲載した。
昭和の次の元号は「旭日（あさひ）」「和光」であるという流言蜚語も登場した。